# Densospora solicarpa
Densospora solicarpa är en svampart som beskrevs av McGee 1996. Densospora solicarpa ingår i släktet Densospora, divisionen oksvampar och riket svampar.   Inga underarter finns listade i Catalogue of Life.